# آنیه
آنیه (به هلندی: Ane) یک منطقهٔ مسکونی در هلند است که در Hardenberg واقع شده‌است. آنیه ۵۰۰ نفر جمعیت دارد.